# Беккер, Якоб (художник)
Якоб Беккер (нем. Jakob Becker; 15 марта 1810, Диттельсхайм-Хеслох — 22 декабря 1872, Франкфурт-на-Майне) — немецкий художник и график, представитель Дюссельдорфской художественной школы.

## Биография
В юности Якоб Беккер учился в Вормсе у художника Ф. Н. Юнга. В 17 лет начинает изучение литографии во Франкфурте-на-Майне. В это время он создаёт свою первую большую работу — точное изображение панорамы Рейна между Майнцем и Кёльном.
В 1833—1841 годах Беккер учится в Дюссельдорфской академии искусств у Иоганна Вильгельма Ширмера и Фридриха Вильгельма фон Шадова.
С 1842 года он — профессор жанровой и пейзажной живописи в Городском институте искусств Франкфурта-на-Майне. Среди учеников Беккера, в частности, Генрих Хассельхорст, Адольф Шрейер и Вильгельм Бер.
После увлечения гравюрой, во время пребывания в Дюссельдорфе, Якоб Беккер переходит к пейзажной живописи, а затем — к исторической и религиозной тематике. Однако впоследствии окончательный выбор художником был сделан в пользу жанровой и портретной живописи (как портретист Беккер был во Франкфурте-на-Майне весьма популярен). В конце XIX — начале XX века на страницах «Энциклопедического словаря Брокгауза и Ефрона» говорилось следующее:
«Сначала учился в Дюссельдорфской академии ландшафтному роду живописи, но потом перешел на жанр и быстро составил себе известность отличного мастера по его части картинами, поэтическими по замыслу, проникнутыми неподдельным чувством и прекрасно исполненными». 
Якоб Беккер скончался 22 декабря 1872 года во Франкфурте-на-Майне.

## Галерея

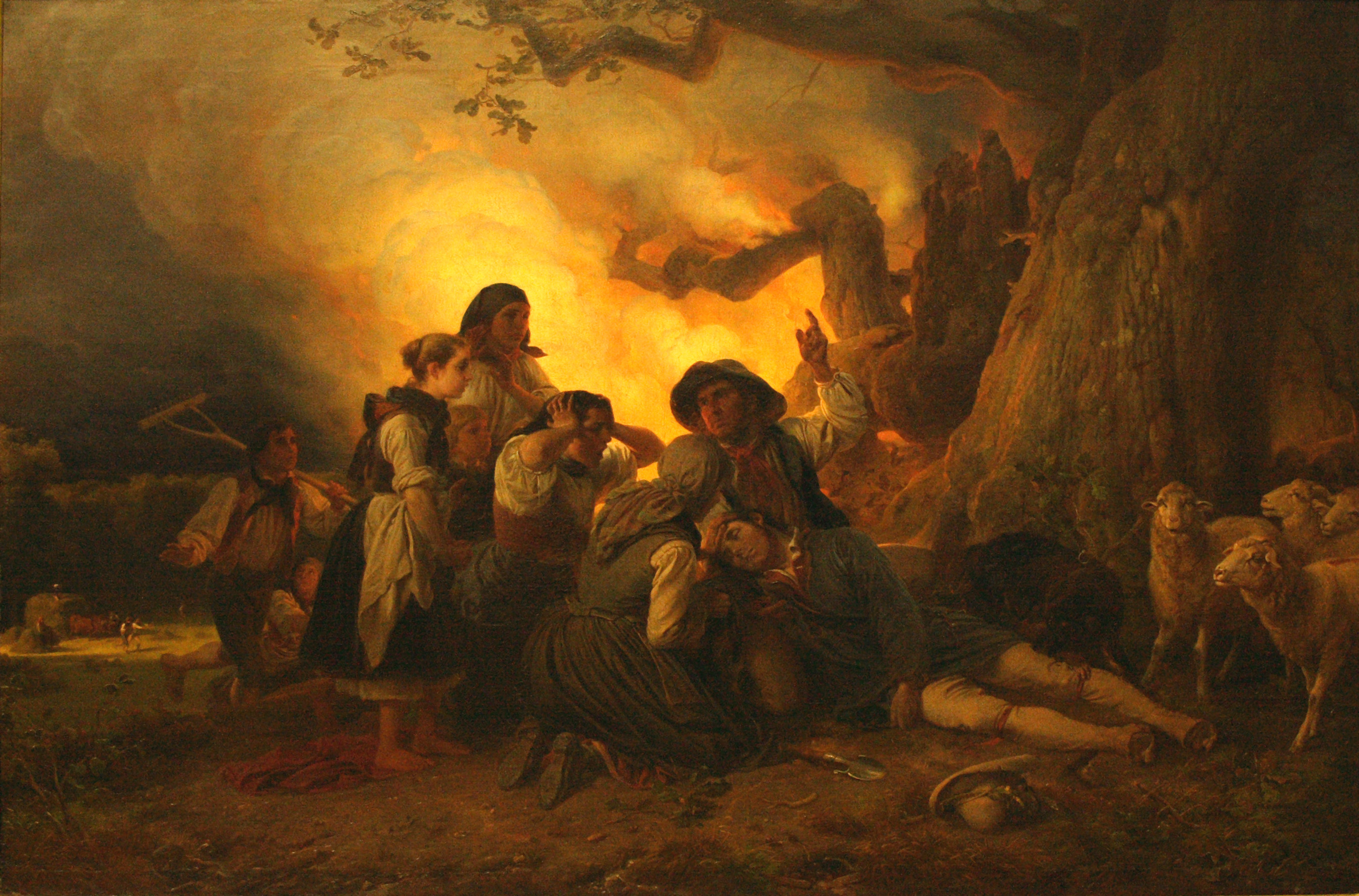
«Поражённые молнией пастухи»
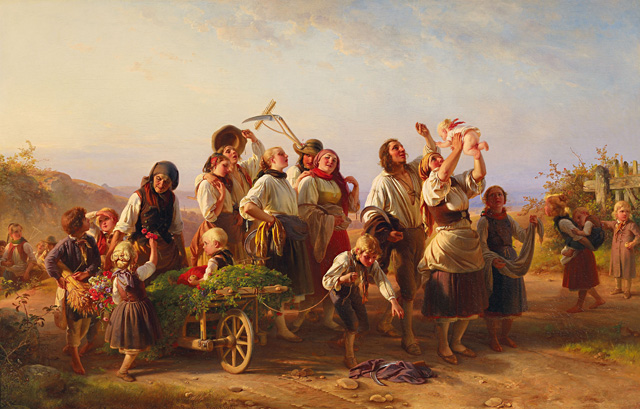
«Жнецы, возвращающиеся с работы»